# Kyrktjärnen (Sorsele socken, Lappland)
Kyrktjärnen är en sjö i Sorsele kommun i Lappland och ingår i Umeälvens huvudavrinningsområde. Sjön har en area på 0,18 kvadratkilometer och ligger 409,2 meter över havet.

## Delavrinningsområde
Kyrktjärnen ingår i det delavrinningsområde (727157-157648) som SMHI kallar för Inloppet i Stensundselet. Medelhöjden är 379 meter över havet och ytan är 9,94 kvadratkilometer. Räknas de 362 avrinningsområdena uppströms in blir den ackumulerade arean 6 065,23 kvadratkilometer. Vindelälven som avvattnar avrinningsområdet har biflödesordning 2, vilket innebär att vattnet flödar genom totalt 2 vattendrag innan det når havet efter 311 kilometer. Avrinningsområdet består mestadels av skog (80 procent). Avrinningsområdet har 0,97 kvadratkilometer vattenytor vilket ger det en sjöprocent på 9,7 procent.